# Liste der Kulturdenkmale in Herbsleben
Die Liste der Kulturdenkmale in Herbsleben umfasst die als Ensembles, Straßenzüge und Einzeldenkmale erfassten Kulturdenkmale in der thüringischen Gemeinde Herbsleben im Unstrut-Hainich-Kreis.
Die Angaben in der Liste ersetzen nicht die rechtsverbindliche Auskunft der zuständigen Denkmalschutzbehörde.

## Legende
- Bild: zeigt ein Bild des Kulturdenkmals und gegebenenfalls einen Link zu weiteren Fotos des Kulturdenkmals im Medienarchiv Wikimedia Commons
- Bezeichnung: Name, Bezeichnung oder die Art des Kulturdenkmals
- Lage: Wenn vorhanden Straßenname und Hausnummer des Kulturdenkmals; Grundsortierung der Liste erfolgt nach dieser Adresse. Der Link Karte führt zu verschiedenen Kartendarstellungen und nennt die Koordinaten des Kulturdenkmals.
 Kartenansicht, um Koordinaten zu setzen – in dieser Kartenansicht sind Kulturdenkmale ohne Koordinaten mit einem roten bzw. orangen Marker dargestellt und können in der Karte gesetzt werden. Kulturdenkmale ohne Bild sind mit einem blauen bzw. roten Marker gekennzeichnet, Kulturdenkmale mit Bild mit einem grünen bzw. orangen Marker.
- Datierung: gibt das Jahr der Fertigstellung beziehungsweise das Datum der Erstnennung oder den Zeitraum der Errichtung an
- Beschreibung: bauliche und geschichtliche Einzelheiten des Kulturdenkmals, vorzugsweise die Denkmaleigenschaften
- ID: Die ID identifiziert das Kulturdenkmal eindeutig. In Thüringen sind aktuell keine IDs veröffentlicht. In der ID-Spalte kann sich auch folgendes Icon  befinden, dies führt zu Angaben zu diesem Kulturdenkmal bei Wikidata.

## Einzeldenkmale

### Herbsleben
| Bild                           | Bezeichnung                        | Lage                                   | Datierung | Beschreibung    | ID |
| ------------------------------ | ---------------------------------- | -------------------------------------- | --------- | --------------- | -- |
| BW                             | Friedhofsmauer und acht Grabsteine | Herbsleben, Am Friedhof o. Nr. (Karte) |           |                 |    |
| BW                             | Hofanlage                          | Herbsleben, Anger 46 (Karte)           |           |                 |    |
| BW                             | Pforte                             | Herbsleben, Diakonatsgasse 7 (Karte)   |           |                 |    |
| BW                             | Gasthaus / Zum Schützen            | Herbsleben, Gebeseerstraße 2 (Karte)   |           |                 |    |
| BW                             | Portal                             | Herbsleben, Grüne Gasse 6 (Karte)      |           |                 |    |
| BW                             | Wohnhaus                           | Herbsleben, Hauptstraße 16 (Karte)     |           |                 |    |
| BW                             | Pfarrhof                           | Herbsleben, Hauptstraße 17 (Karte)     |           |                 |    |
| BW                             | Hofanlage                          | Herbsleben, Hauptstraße 21 (Karte)     |           |                 |    |
| BW                             | Hofpforte mit Wappenstein          | Herbsleben, Hauptstraße 3a (Karte)     |           |                 |    |
| BW                             | Rathaus mit Saalbau                | Herbsleben, Hauptstraße 52, 53 (Karte) |           |                 |    |
| BW                             | Schlossruine                       | Herbsleben, Hauptstraße 59 (Karte)     |           |                 |    |
| BW                             | Schlossbrücke                      | Herbsleben, Hauptstraße 59 (Karte)     |           |                 |    |
| BW                             | Amtshaus                           | Herbsleben, Hauptstraße 59 (Karte)     |           |                 |    |
| BW                             | Hofanlage                          | Herbsleben, Kirchgasse 5 (Karte)       |           |                 |    |
| weitere Bilder Fotos hochladen | Ev. Kirche St. Trinitatis          | Herbsleben, Kirchhof 1 (Karte)         |           | mit Ausstattung |    |

### Kleinvargula
| Bild                           | Bezeichnung                        | Lage                                | Datierung | Beschreibung    | ID |
| ------------------------------ | ---------------------------------- | ----------------------------------- | --------- | --------------- | -- |
| BW                             | Hofanlage                          | Kleinvargula, Dorfstraße 13 (Karte) |           |                 |    |
| weitere Bilder Fotos hochladen | Evangelische Kirche St. Trinitatis | Kleinvargula, Kirchberg 74 (Karte)  |           | mit Ausstattung |    |
| BW                             | Kirchhof und Einfriedung           | Kleinvargula, Kirchberg 74 (Karte)  |           |                 |    |